# Нерудсталь
Нерудсталь (укр. Нерудсталь) — село,
Грушеватский сельский совет,
Пятихатский район,
Днепропетровская область,
Украина.
Код КОАТУУ — 1224581207. Население по переписи 2001 года составляло 540 человек.

## Географическое положение
Село Нерудсталь находится на расстоянии в 1 км от города Пятихатки и села Красноивановка.
По селу протекает пересыхающий ручей с запрудой.
Рядом проходит автомобильная дорога Т-0419.

## История
- Начало XIX века — дата основания.

## Экономика
- Глиняный карьер Пятихатского кирпичного завода.
- Пятихатский кирпичный завод.
- Конопляная ферма.

## Объекты социальной сферы
- Школа.
- Амбулатория.
- Дом культуры.